# Òscar Grau Gomar
Òscar Grau Gomar (Sabadell, 30 de juliol de 1964) és un exjugador d'handbol i dirigent esportiu català. Com a jugador ocupava la demarcació de pivot i va desenvolupar tota la seva carrera esportiva al FC Barcelona d'handbol; també va ser internacional amb la selecció espanyola. Actualment és el director executiu del Futbol Club Barcelona.

## Trajectòria
Es va formar en els equips escolars del Liceu Francès i de l'AES de Sarrià, fins a ingressar en l'equip júnior del FC Barcelona el 1982. La temporada 1985-86 va ascendir al primer equip professional, a les ordres de Valero Rivera. Es va mantenir en l'elit fins a abril de 1995, quan es va retirar a causa d'una lesió crònica de desgast a l'espatlla dreta. Entre els múltiples títols obtinguts en aquest període destaca la primera Copa d'Europa de la història de la secció, a més de tres Recopes, sis lligues ASOBAL i quatre Copes del Rei, entre altres trofeus.
Com a homenatge a la seva trajectòria, el 2001 el club va retirar la seva samarreta amb el dorsal 2, que queda exhibida a la part alta del Palau Blaugrana.

### Després de la seva retirada
Llicenciat en Ciències Empresarials i MBA per ESADE, després de la seva retirada s'ha dedicat essencialment a la gestió esportiva. Va ser gerent de la Federació Catalana de Vela (1995-1999) i de la Federació Catalana d'Handbol (1999-2008). Entre 1997 i 2007 va ser comentarista tècnic en les retransmissions d'handbol de Televisió de Catalunya.
El 2010 va ser nomenat director gerent de la candidatura Barcelona-Pirineus pels Jocs Olímpics d'Hivern 2026. El 2015, després que es cancel·lés el projecte olímpic, Grau va tornar al FC Barcelona com a director de les FCB Escoles, la xarxa d'escoles del club repartides per tot el món. El 12 de setembre de 2016 va ser nomenat director executiu del FC Barcelona, sota la presidència de Josep Maria Bartomeu.

## Selecció estatal
Va disputar 45 partits amb la Selecció d'handbol d'Espanya, amb la qual va participar en el Campionat Mundial de 1993, finalitzant la cinquena posició.

## Palmarès

### Campionats estatals
- Lliga ASOBAL (6): 1985-86, 1987-88, 1988-89, 1989-90, 1990-91 i 1991-92.
- Copa del Rei (4): 1987-88, 1989-90, 1992-93 i 1993-94.
- Copa ASOBAL (1): 1994-95.
- Supercopa d'Espanya (5): 1988-89, 1989-90, 1990-91, 1991-92 i 1993-94.

### Campionats internacionals
- Copa d'Europa (1): 1990/91.
- Recopa d'Europa (3): 1985-86, 1993-94 i 1994-95.